# Ranky Tanky
Ranky Tanky amerikai Grammy-díjas (2019) zenei együttes (Charleston (Dél-Karolina), Amerikai Egyesült Államok).

## Pályakép

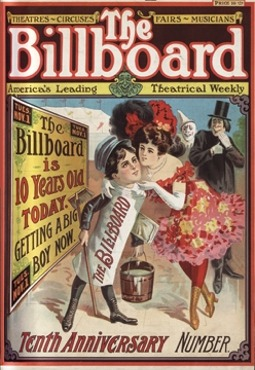

A Ranky Tanky hagyományos Gullah zenét játszik, azaz az Egyesült Államok délkeleti részén elterjedt rabszolgák leszármazottainak saját zenéjét.
Az énekesnő Quiana Parler mellett, az együttes négy tagja, Quentin Baxter, Kevin Hamilton, Clay Ross és Charlton Singleton, korábban együtt játszott a Charleston jazz kvartettben.
Debütáló albumuk, a Ranky Tanky, 2017. októberében jelent meg, és 2018-ban felkerült a Billboard listájára, majd 2020. januárjában megnyerte a Grammy-díjat, mint a legjobb hagyományos zenei lemez.

### Tagok
- Quentin E. Baxter (drums)
- Kevin Hamilton (bass)
- Quiana Parler (vocals)
- Clay Ross (guitar, vocals)
- Charlton Singleton (trumpet, vocals)

## Albumok
- Ranky Tanky: 2017
- Good Time: 2019
- Beat Em Down: 2019
- Stand by Me: 2019
- Live: New Orleans Jazz & Heritage Festival (2022)

## Díjak
Grammy-díj: 2019